# Dichrometra bimaculata
Dichrometra bimaculata is een haarster uit de familie Mariametridae.
De wetenschappelijke naam van de soort werd in 1881 gepubliceerd door Philip Herbert Carpenter.